# Craig David
Craig Ashley David (Southampton, 5 de mayo de 1981) es un cantante británico que alcanzó la fama en 1999, cuando apareció en el sencillo Re-Rewind de Artful Dodger. Tuvo un gran éxito con su álbum debut Born To Do It que fue lanzado en el año 2001 y del que vendió 8 millones de copias en todo el mundo. Después de ese álbum lanzó 5 álbumes de estudio más y ya prepara su séptimo disco. Ha trabajado con una gran variedad de artistas, tales como Tinchy Stryder, Kano, Jay Sean, Rita Ora, Hardwell, Alex Ubago y Sting.
David ha estado nominado hasta trece veces a los Brit Awards.

## Biografía
Craig David nació en Holyrood, Southampton, Hampshire, Inglaterra de padre afro-granadino y de madre anglo-judía. Su padre, George David, era carpintero y su madre, Tina (de soltera, Loftus), dependienta de una famosa cadena de droguerías británica llamada Superdrug. Está relacionada con el fabricante de relojes de pulsera Accurist. El abuelo materno de David era judío ortodoxo y su abuela materna, conversa al judaísmo. Los padres de David se separaron cuando él contaba con la edad de ocho años y fue criado por su madre, a la que aprecia notablemente y está sumamente agradecido por los sacrificios que esta había realizado para que él pudiera desarrollar su carrera profesional.
Fue a las escuelas Bellemoor School y Southampton City College. Craig sufrió de acoso escolar por parte de otros estudiantes de su escuela. Escribió y lanzó el tema Johnny en 2005 sobre sus tristes recuerdos de aquellas malas vivencias.
El padre de Craig tocaba el bajo en una banda de reggae llamada Ebony Rockers. De adolescente, David comenzó acampañando a su padre a locales de baile donde los deejays le dejaban tomar el micrófono.

## Carrera

### Comienzos
Su prematura carrera comenzó cuando grabó un B-Side con el grupo inglés de R&B Damage el tema de Eric Clapton Wonderful Tonight. Entonces comenzó haciendo coros con el grupo de UK garage y rythm and blues inglés The Artful Dodger, con el sencillo Rewind, publicado a comienzos del 2000, llegando al número 2 en las listas de los sencillos, posicionándose 17 semanas en el Top 75 de R. Unido. Esto fue el trampolín para su carrera discográfica.
Wildstar Records se fijó en David cuando su por entonces mánager Paul Widger conoció al copropietario Colin Lester y les enseñó alguna de su música. Lester le contó más tarde a HitQuarters que estaba particularmente impresionado por su primera canción, Walking Away, y dijo que fue algo que destacaba por sí solo... Me sorprendió que un chico de diecisiete años pudiera escribir una canción con tan enorme potencial. El jefe de la Wildstar se quedó incluso más sorprendido cuando visitó la casa del artista en Southampton y encontró en la pequeña habitación de David una pila de vinilos de 12 que llegaba al techo y comentó: Aquello me convenció de que él era una promesa y no solo un chiquillo haciendo una actuación. En aquel mismo momento Lester le ofreció a David una carrera con su sello. Cuando Lester escuchó, más tarde, 7 Days, dijo inmediatamente que había escuchado un número uno y promocionó su contrato a un álbum aquel mismo día.

### Born To Do It
La canción Re-Rewind (The Crowd Say Bo Selecta), del álbum de Artful Dodger It's All About the Stragglers, alcanzó el número uno en las listas del Reino Unido en 1999, preparando entonces el camino para una carrera en solitario.
Su primer sencillo, lanzado con el sello Wildstar Records de Colin Lester e Ian McAndrew, Fill Me In llegó al Número 1 en el Reino Unido, con tan solo 19 años de edad. Este fue el comienzo de los 4 Top 10 de sus sencillos del álbum-debut «Born To Do It», que fue publicado el mismo año, llegando al n.º 1 en Reino Unido. Vendió más de 2 000 000 de copias en el Reino Unido, y en todo el mundo vendió más de 8 000 000 de copias. Fue todo un éxito que le llevó a conseguir discos de platino en más de 20 países. La canción Key To My Heart, tomada de la versión estadounidense del álbum, fue reproducida en la galardonada película animada Osmosis Jones.
El éxito en el debut de David, gracias casi enteramente al propio David y a Mark Hill de Artful Dodger, le llevó a lanzar en Estados Unidos, el sencillo Fill Me In, publicado en mayo de 2001, consiguiendo el n.º 15 en el BillboardHot 100, consiguiendo su álbum-debut consiguió el n.º 11 en el Billboard 200, lo que le llevó a ganar un Disco de Platino y vendiendo, más de 1 000 000 de copias.
El sencillo 7 Days fue otro éxito, y llegó al n.º 1 en Reino Unido y al n.º 10 en EE. UU. A continuación, el sencillo Walking Away llegó al n.º 3 en Reino Unido, pero perdió el Top 40 de EE. UU. y fue el último sencillo en posicionarse allí.

### Slicker Than Your Average
Slicker Than Your Average es el segundo álbum del cantante inglés, publicado en 2002 y bajó considerablemente el número de ventas del primer álbum, solo vendiendo 3 700 000 copias en todo el mundo, poco más de 500 000 en Reino Unido. A pesar de ello, los primeros cuatro sencillos del álbum continuaron la racha de los 10 mejores éxitos de David en el Reino Unido, y sumaron un total de nueve éxitos consecutivos entre los 10 mejores hasta que World Fill With Love alcanzó su punto máximo con un n.º 15 en 2003. El séptimo sencillo You Don't Miss Your Water ['Til The Well Runs Dry] solo llegó al n.º 42 en Reino Unido, y permaneció solo 2 semanas en la lista. Tampoco tuvo mucho éxito en Australia, donde consiguió llegar no más alto del n.º 180.
Ninguno de los sencillos que fueron publicados en EE. UU. se posicionó en el Billboard 200. Aunque What's Your Flava? y Rise & Fall (dueto con Sting) se transmitió por aire en algunos formatos, no entraron en la lista de Hot R & B / Hip-Hop Songs o la lista Adult Contemporary. Sin embargo, What's Your Flava? entró en las listas Rhythmic Top 40 (n.º 32), Mainstream Top 40 (n.º 24) y la top 40 Tracks (n.º 37). De acuerdo con la RIAA, Slicker Than Your Average obtuvo el certificado de oro en los Estados Unidos.
Sobre el álbum, Craig comentó que el título podría ser visto de dos formas distintas: Por un lado, se puede ver como que soy un arrogante. Por otro lado, está diciendo que estoy más centrado y sereno. A pesar de que el álbum se divulgó por internet antes de su lanzamiento oficial, David alegó que no le importaba ya que así también se correría la voz.

### The Story Goes...
La carrera musical de Craid David dio un nuevo vuelco cuando su discográfica, Telstar Records UK llegó a la bancarrota. Tiempo después, fue contratado por la discográfica Warner Music UK, y crearon el tercer disco The Story Goes....
The Story Goes... publicado en agosto del 2005 fue el álbum más personal del cantante inglés, publicado en el Reino Unido, Asia, Europa y Australia, pero no en los Estados Unidos, donde solo se puede adquirir por medio de iTunes.
El primer sencillo, «All The Way», le hizo volver al Top 3 en Reino Unido, y el segundo sencillo, «Don't Love You No More [I'm Sorry]», llegó al n.º 4 en Reino Unido siendo, junto a 7 Days su sencillo durante más tiempo en las listas desde Re-Rewind, estando 15 semanas en el top 75 del Reino Unido. Pero en el resto del mundo careció de interés alguno, siendo un nuevo fracaso para el cantante. El tercer y último sencillo, que debutó en el número 18 en marzo de 2006, y solo publicado en Reino Unido, Irlanda y Australia fue «Unbelievable», fracasando en los tres países, sobre todo en Australia, donde llegó al n.º 96. El cuarto sencillo «Hypnotic» fue cancelado debido al fracaso del álbum y de los dos anteriores sencillos.
Actualmente, su tercer álbum no ha sobrepasado los 3 000 000 de copias, vendiendo menos de 2 900 000 copias en todo el mundo, siendo un fracaso. Pero, es el cantante masculino de R&B inglés que ha vendido más de 15 000 000 de copias en total en todo el mundo con tan solo 25 años de edad.
En 2007 David colaboró con el rapero británico Kano en su álbum London Town, para el sencillo This is the Girl. La canción salió el 27 de agosto de 2007 y debutó en el número 18 de las listas británicas.

### Trust Me
Trust Me es el cuarto álbum del artista. El primer sencillo de Trust Me, Hot Stuff (Let's Dance), fue lanzado el 5 de noviembre de 2007. David obtuvo el permiso de David Bowie para versionar su éxito de 1983 Let's Dance. El sencillo fue un éxito entre los 10 primeros hits, mientras el álbum entró en el número 18 de la lista de álbumes de Reino Unido. El segundo sencillo de este álbum, 6 of 1 Thing, entró en el número 39 en la lista de sencillo de Reino Unido, convirtiéndose por tanto en su tercer sencillo en alcanzar la posición más baja hasta la fecha.
Officially Yours fue lanzado el 23 de junio de 2008 y alcanzó el número 158 en la lista de sencillos de Reino Unido, llegando el sencillo que ha alcanzado la posición más baja en su carrera y también el último sencillo del álbum. En el mes de julio, una nueva canción titulada Are You Up for This comenzó a sonar en varias estaciones de radio como parte de una promoción con el sello Ice Cream Records, que también participó en su colaboración en un remix con Witty Boy llamado Nutter Butter. El 17 de agosto de 2008, David actuó en el cumpleaños concierto tributo al cantautor Don Black en el London Palladium. Cantó la canción Ben, un éxito original de Michael Jackson.
El álbum comienza con el primer sencillo Hot Stuff, que contiene un fragmento de Let's Dance (con la aprobación de David Bowie) seguido por 6 Of 1 Thing y Friday Night. She's On Fire es una canción para las pistas de baile, mientras que Don't Play With Our Love tiene un sabor cubano y Kinda Girl For Me es puro soul al estilo Craig David.
Awkward presenta un descubrimiento, la voz de Rita Ora, de solo 17 años. En This Is The Girl, cuenta con la colaboración del rapero londinense Kano.
Sobre su cuarto álbum, David se atrevió a decir: «La gente quiere que seas tú mismo» afirma, «y si no soy capaz de serlo después de cuatro discos… Quiero que la gente pueda decir "Ahora puedo conectar con este tipo, está empezando a salir de sí mismo en vez de ser políticamente correcto todo el tiempo"».
«Al empezar, dije "Dejadme simplemente hacer el disco que yo quiero". Me encantan mis otros discos por razones diferentes, porque cada uno representa dónde estaba yo en ese momento de mi vida. Pero este puedo tocarlo y disfrutarlo. Así que dije, dejadme que lo haga como yo quiero, confiad en mí"»
«¿Cuántas canciones puedes hacer hablando de romances y de rupturas amorosas? No me apetecía hablar de eso. Tengo 26 años, salgo por ahí a bailar, me gusta comprar discos, estoy en contacto con lo que pasa en el mundo, y sé lo que se lleva tanto en la moda como en la tecnología, pero eso no significa que quiera empezar de nuevo desde cero como si fuera un niño».
«Creo que es mi disco más sincero», afirma David. «Tiene equilibrio. Tenía que tomarme mi tiempo para hacer esto como debía hacerse, y de ahí nace ese "confía en mí" del título».
En Trust Me intentó escribir lo que quería. «Trabajé con Fraser, que ha sido mi guitarrista durante años, y que ha sido la mitad del álbum. Martin ha sido la otra mitad y, entre los dos, he sentido que tenía la libertad de hacer lo que quisiera».
«Quería salir y ver lo que estaba pasando en la vida nocturna, como cuando trabajaba como deejay, o cuando iba a ver cómo trabajaban otros deejays y cómo mezclaban los discos y cómo reaccionaba la gente. Salir a la calle, comprar discos y saber lo que se estaba haciendo me hizo sentir más seguro. Me había vuelto una persona demasiado madura. Ver a mis amigos, hacer cosas normales, me devolvió el estado de ánimo necesario para trabajar».
Trust Me (que en inglés significa Confía en mí) ha sido grabado entre Londres y La Habana, junto al productor Martin Terefe (KT Tunstall, James Morrison) y con alguien que ha colaborado durante años con él en la composición y la producción, Fraser T.Smith (Kano, Beyoncé, Plan B, Jamelia).
Su viaje a Cuba fue una gran experiencia y la buena atmósfera de aquel país se nota en el disco. «La forma en que los cubanos disfrutan del fin de semana hace que lo nuestro parezca una broma. Las chicas se ponen de punta en blanco y los chicos están a la última, todo aquello me encantó, me llevó a la época del soul de los 80, cuando todo consistía en bailar y pasárselo bien».
«Es una porquería tratar de grabar un disco preconcebido, la gente se cansa de ellos. No me importan las estadísticas, ahora solo quiero hacer un disco que sea lo máximo».
David recibió dos nominaciones al Urban Music Award del Reino Unido en 2008 por Mejor Álbum con Trust Me y a Mejor Actuación R & B. El 7 de noviembre de 2008, David fue reconocido por su contribución a la industria de la música recibiendo un título honorario de Doctor of Music por la Southampton Solent University en una ceremonia de graduación celebrada en Southampton Guildhall.

### Greatest Hits
Es el primer grandes éxitos y quinto álbum de Craig David y fue lanzado a la venta el 24 de noviembre de 2008. En apoyo a su lanzamiento, Craig David lanzó dos sencillos. El primero, Where´s Your Love con Tinchy Stryder y Rita Ora, un homenaje a sus días de música garage en el Reino Unido, fue lanzada digitalmente el 10 de noviembre de 2008.
Insomnia fue el segundo sencillo para promocionar el disco, producido por Jim Beanz desde Timbaland Productions. El sencillo fue lanzando el 17 de noviembre de 2008, una semana antes del lanzamiento del álbum. Se trata de una canción con un bajo muy marcado, en la que Toby Gad y Eimear Crombie proporcionan los sonidos vocales de fondo y los estilos instrumentales. David también comenzó a trabajar con el guitarrista e ingeniero de grabación Kwame Yeboah, tanto en vivo como en estudio.
Como parte de la recopilación, Walking Away fue regrabada con cuatro artistas europeos diferentes, de Francia (Lynnsha), Alemania (Monrose), Italia (Nek) y España (Álex Ubago). Además, en la edición de grandes éxitos de Japón, fue incluida una nueva versión como tema extra de «All the Way» grabada con el cantante japonés Bonnie Pink.
El 29 de diciembre de 2008, un nuevo mix de Insomnia, titulado Up All Night Mix, salió disponible para su descarga digital.
El álbum debutó en el n.º 48 en la lista de álbumes de Reino Unido. Desde febrero hasta abril de 2009, David estuvo de gira por Rusia, el lejano Oriente y actuó en un concierto en Los Ángeles como parte de su gira. También conoció a algunos fanes en el Singapore Changi Airport justo antes de su concierto allí.
En abril de 2009, Born to Do It se convirtió en el segundo mejor álbum en la lista de MTV UK, el cual recibió más de 40.000 votos, solo batido por el álbum Thriller de Michael Jackson. El 14 de mayo de 2009, David participó en el Hillsborough Memorial, partido de fútbol celebrado en Anfield. El 26 de julio de 2009, David participó en el Sir Bobby Robson Trophy, otro partido esta vez celebrado en el St Jame´s Park, cantando junto a su ídolo de la infancia Alan Shearer.

### Signed Sealed Delivered
El 18 de septiembre de 2009, los fanes de Craig David pudieron descubrir un pequeño trozo de su nuevo álbum con una demo de 30 segundos posteada en su página oficial. Se trataba de un cover del Signed, Sealed, Delivered I´m Yours de Stevie Wonder. El 2 de octubre del mismo año, David reveló a sus fanes vía Twitter y también en su página oficial que había firmado un contrato con su nuevo sello discográfico, Universal Motown.
La edición británica del álbum All or Nothing de Jay Sean fue lanzado el 30 de noviembre de 2009 y en ella David participa en una canción titulada Stuck in the Middle. Más adelante, David actuó en una versión de I Wan´na Be like You (The Monkey Song), original de la película de Walt Disney El Libro de la Selva (1967), lanzada el 28 de mazo de 2010 en el programa de la cadena ITV llamado Ultimate Movie Toons.
El primer sencillo de su quinto álbum de estudio fue One More Lie (Standing in the Shadows) y fue lanzado primeramente el 21 de enero de 2010 a través de la página "THE SUN" y posteriormente en la cuenta oficial de Craig David en http://www.youtube.com/watch?v=UZ4Kpx6QE0I. Este sencillo se lanzó en el Reino Unido el 22 de marzo de 2010, subiendo desde la posición 76 a la 13 justo una semana más tarde.
El 17 de marzo de 2010, David lanzó una compilación de música garage en un álbum titulado Rewind Old Skool Classics, donde mezclaba material de algunos de sus éxitos favoritos de garaje de los últimos 10 años. Dos semanas más tarde, el 31 de mayo de 2010, el segundo sencillo de su quinto álbum de estudio vio la luz, titulado All Alone Tonight (Stop, Look, Listen). El estribillo fue tomado del éxito de The Stylistics Stop, Look, Listen (To Your Heart) pero incluye versos completamente nuevos. En las semanas posteriores, la emisora BBC Radio Two denominó a este tema «El Récord de la Semana», incluyéndolo en la lista de favoritos. El 20 de mayo de 2010, David salió como invitado en antena en el programa The Morning Show en Australia, presentado por Kylie Gillies que se encontraba sustituyendo a Larry Emdur, de vacaciones en aquel momento.
Varios meses más tarde, el 27 de agosto de 2010, Swiss DJ Remady lanza el álbum titulado No Superstar en el que David aparece cantando en el tema Do It On My Own. David fue nominado el Mejor Vídeo en el 2010 en los Urban Music Awards por la canción One More Lie (Standing in the Shadows). La lista de los más ricos de 2010 Sunday Times incluyó a Craig David asegurando su valor en 8 millones de libras esterlinas.

### Colaboraciones, nuevo material
David reveló en Twitter que estaba trabajando en nuevo material junto con el productor vocal Jim Beanz. También tuiteó sobre su trabajo con August Rigo y, más recientemente, Fraser T Smith.
En febrero de 2011, David se embarcó en una travesía por el desierto para Comic Relief como parte de Red Nose Day. Varias celebridades, incluyendo a Dermot O´Leary, Olly Murs y Lorraine Kelly recorrieron 100 kilómetros a través del desierto de Kenia para conseguir dinero por la ceguera en África.
En mayo del mismo año, David apareció como invitado en el programa televisivo Les Anges 2 donde ofrecía consejo a los concursantes que deseaban comenzar una vida en Miami. Dentro del álbum de mezclas de Erick Morillo titulado Subliminal Invasion, David actúa en uno de sus temas, Fly Away, lanzado el 1 de agosto de 2011.
El 8 de octubre de 2011, David actuó en el concierto tributo a Michael Jackson, celebrado en Cardiff en el Millennium Stadium.
Además de su anterior colaboración, David y Erick Morillo perfilaron un tema promocional para deejays y estaciones de radio titulado Get Drunk Up y también compartido en YouTube. Morillo reveló que David aparecería en un proyecto con Harry Romero y José Núñez, que llevaría a cabo el remix de la canción. En diciembre, colaboró en el tema «Freak on the Dancefloor», que aparece en la compilación R&B Collection 2012. David anunció poco después a través de Twitter que su nuevo álbum se lanzaría en 2012.
Durante 2012, David colaboró en varios temas mientras se ocupaba grabando su propio álbum, incluyendo el lanzamiento con Stereo Palma titulado «Our Love» y una colaboración con Mohombi y DJ Asaad titulada «Addicted».
En julio de 2012 se descubrió que David estaba escribiendo con Backstreet Boys en el álbum conmemoración de su vigésimo aniversario, la consecución de su álbum de 2009 «This Is Us» y el primero desde la vuelta de Kevin Richardson, que había dejado la banda en 2005.
A finales de julio de 2012, David anunció que lanzaría su nuevo álbum a la vez que se encontrara de gira en 2013.

### Lanzamiento deTS5
David comenzó celebrando su propia fiesta en su ático de Miami cada domingo, bautizando el show como TS5 y subiendo sus sets a SoundCloud. Más adelante, llegó a un acuerdo con Kiss FM en Reino Unido para DJ set en directo cada domingo a las 11 de la noche, programa que salió al aire el 11 de noviembre de 2012.
En enero de 2013, David anunciaba en su cuenta de Twitter que había firmado un acuerdo publicitario con Universal Music Publishing Group (UMPG), incluyéndolo como cliente de su cartera.
En marzo de 2013, David comenzó su gira mundial con tres conciertos a lo largo de Australia, seguidos de cuatro por Europa (Francia, Bélgica, Alemania y Holanda) y finalizada en mayo con cuatro conciertos más en Inglaterra (Birmingham, Mánchester, Southampton y Londres). En septiembre de 2013, Capital FM anunció que el show de David TS5 pasaría a formar parte de su parrilla en Capital Xtra cada viernes desde las 10pm.

### Following My Intuitiony vuelta a la fama
El 2 de julio de 2014, David subió un fragmento de su tema Cold a su página oficial de SoundCloud. Habiéndolo sacado a la luz la semana antes durante su programa de radio TS5, quería compartir alguna de la música nueva en la que había estado trabajando en anticipación a su largamente esperado sexto álbum de estudio. Otra pista titulada «Seduction» fue subida a la misma plataforma en septiembre de 2014.
El 5 de septiembre de 2015, David colaboró en el programa Live Lounge de la BBC Radio 1 con Sigala, donde hacía una versión del tema See You Again de Wiz Khalifa y Charlie Puth, mezclada con el tema Black Magic de Little Mix. La semana siguiente, el 10 de septiembre, David apareció en «Sixty Minute Takeover» de Kurupt FM en BBC Radio 1Xtra con MistaJam. David aclaró: «Realicé Fill Me In en la canción "Where Are Ü Now" y se convirtió en un éxito viral en Internet». También se tocaron dos fragmentos de potenciales pistas para nuevos álbumes y esta aparición en 1Xtra llevó a David a realizar una actuació sorpresa del remix Fill Me In / Where Are Ü Now en Fabric con Kurupt FM y Alexandra Palace con Major Lazer y Diplo. Más tarde se reveló que la aparición de Radio 1Xtra condujo a una colaboración entre David y Big Narstie, que también apareció en el programa, y la canción que grabaron titulada When the Bassline Drops en los shows de MistaJam de la BBC Radio 1 y la BBC Radio 1Xtra el 7 de noviembre de 2015. Salió a la luz más tarde que la pista se lanzó con SpeakerBox / JEM el 27 de noviembre de 2015. When the Bassline Drops debutó en el número 50 en el Reino Unido y alcanzó el número 10 el 5 de febrero de 2016, convirtiéndose en el sencillo más alto de David desde 2007.
David hizo una aparición sorpresa en la versión británica de Factor X el 13 de diciembre de 2015, donde realizó su gran éxito Re-Rewind.
El 25 de enero de 2016, se anunció que Craig David había firmado un contrato de grabación con Insanity Records (una empresa conjunta entre Sony Music UK y Insanity Management) y la empresa independiente Speakerbox Media.
El 19 de marzo de 2016, en el segundo día del Ultra Music Festival 2016, durante el set del deejay y productor discográfico neerlandés Hardwell, presentó su nueva canción No Holding Back, que se lanzó el 19 de agosto de 2016.
En 2016, David apareció en el álbum de Kaytranada, 99.9%, en la canción «Got It Good», que también coescribió y que aparece en su sexto álbum de estudio. El 19 de agosto de 2016, Craig anunció en las redes sociales que su sexto álbum de estudio, Following My Intuition finalmente se lanzaría el 30 de septiembre de 2016. Dicho álbum debutó en el número uno en la lista de álbumes del Reino Unido, dando a David su primer álbum número uno en la lista de álbumes del Reino Unido desde que lo hubiera alcanzado su álbum debut, Born To Do It.

### The Time Is Now
El 15 de septiembre de 2017 David anunció el lanzamiento de su séptimo álbum de estudio, The Time Is Now, que será lanzado el 26 de enero de 2018, ya disponible para su reserva en plataformas digitales (Amazon Music y iTunes). El primer sencillo de dicho álbum ha sido Heartline, cuyo vídeo fue grabado en Ibiza. Su siguiente sencillo británico fue "Do You Miss Me Much", que se lanzó el 23 de agosto de 2019.

### 2021-presente
En mayo de 2021, apareció en "Summertime", un sencillo de People Just Do Nothing protagonizado por Kurupt FM, que apareció en su álbum The Greatest Hits (Part 1) .  En octubre, obtuvo un sencillo entre los 40 primeros con MNEK titulado "Who You Are", que fue producido por Digital Farm Animals y lanzado por Moor en asociación con BMG.
El 30 de septiembre de 2022, David lanzó su octavo álbum de estudio, 22 a través de su propio sello TS5 y Moor Records bajo licencia exclusiva de BMG.  El álbum fue precedido por y presenta los sencillos «Who You Are» (con MNEK ), «My Heart's Been Waiting for You» (con Duvall), «G Love» (con Nippa) y «DNA» (con Galantis ). «Who You Are (Part 2)», «Who You Are» (Stripped) y «DNA (Part 2)» también se lanzaron como sencillos promocionales adicionales.
El 6 de octubre de 2022, David publicó su primer libro titulado What's Your Vibe? Al anunciar el libro, afirmó: "Durante los últimos 2 años, he estado trabajando en este libro, que no es el típico libro de memorias o manual de autoayuda, sino más bien un lugar para compartir algunas de las lecciones que he aprendido a lo largo de los años y que me han ayudado a navegar el día a día". El 23 de febrero de 2023 se lanzó una edición del 20.° aniversario de su segundo álbum Slicker Than Your Average . En 2024 colaboró con Wes Nelson en el secillo Abracadabra. 

## Vida personal y activismo
David se considera judío, manteniendo tradiciones y días sagrados de dicha creencia. También se considera ávido seguidor del equipo de su ciudad natal, Southampton FC.
El 24 de marzo de 2010 (Día Mundial de la Tuberculosis), la OMS nombró a Craig David embajador de esta enfermedad. Su primera actividad tras este nombramiento fue su visita a Sudáfrica en la que aprendió más sobre esta dolencia y en la que conoció a personas que la padecían o la habían sufrido en el pasado, así como a científicos que habían dedicado su vida profesional a combatir esta enfermedad. David recalcó que su misión era ayudar a eliminar el estigma social que supone la tuberculosis, para ayudar a combatirla.

## Caricaturización en Bo´Selecta
A pesar de no haber tenido mayor repercusión mediática fuera de las fronteras británicas, David fue caricaturizado por el cómico británico Leigh Francis en un programa para la televisión británica llamado Bo´Selecta!; el título del show hace clara referencia a su canción Re-Rewind (The Crowd Say Bo Selecta). A pesar de que muchas otras celebridades satirizadas en dicho programa apreciaban las bromas e incluso llegaron a aparecer en algunos de sus capítulos, David, el personaje más atacado, no disfrutaba de ellas, llegando a pensar que el público no le tomaría en serio a partir de aquel momento.
En una entrevista para The Sunday Times en 2007, David confesó que se sentía molesto por el hecho de que el cómico utilizase su figura para tener éxito. También aseguró sentirse dolido e incluso tener ganas de enfrentarse a él.
A pesar de haber incluso aparecido en el programa, lamentó haberlo hecho. En 2010 añadió que se sentía decepcionado sobre las imitaciones de Francis que habían hecho que la gente ridiculizara su tema Re-Rewind y no se tomara en serio el fenómeno garage, con ayuda de su «estúpida máscara de goma». Pero que tampoco le extrañaba ese comportamiento en una persona que ni siquiera recoge premios por su carrera. Sin embargo, negó que su carrera resultase arruinada como resultado de dicha sátira y aclaró sentirse satisfecho con su aportación musical a lo largo de los años.

## Repercusión en España
Bien es sabido por cualquier artista extranjero que no es fácil labrarse un puesto reconocido en la lista de oficial del país. Sin embargo, David llegó a alcanzar el n.º 1 en la Lista de Los 40 Principales el 24 de marzo de 2001 con su famoso tema Walking Away. Se podría decir que ese fue el momento en el que comenzó a considerarse conocido en España.
Después de dicho debut, vinieron temas muy reconocidos en España como Hot Stuff (Let´s Dance) o She´s on Fire, cuyo éxito en este país fue quizás debido a las influencias latinas de dichos temas.
Craig David tiene cierta conexión con España ya que, en los últimos años, ha venido protagonizando algunas tardes veraniegas en el Hotel Ibiza Rocks. Se ha confirmado su aparición en dicho hotel como deejay durante 12 semanas en verano de 2018.

## Discografía
- Born To Do It (2000)
- Slicker Than Your Average (2002)
- The Story Goes… (2005)
- Trust Me (2007)
- Greatest hits (2008)
- Signed Sealed Delivered (2010)
- Following My Intuition (2016)
- The Time Is Now (2018)
- 22 (2022)
- In Your Hands (2024)